# 沃斯克雷森卡 (扎波罗热区)
47°50′7″N 35°54′44″E / 47.83528°N 35.91222°E
沃斯克雷森卡（烏克蘭語：Воскресенка）是位於烏克蘭東南部的村莊，由扎波羅熱州扎波羅熱区的新米科拉伊夫卡市鎮負責管轄。該村面積4.75平方公里，海拔高度92米，2001年人口57，人口密度每平方公里12人。